# Tiziano Scarpa
Pour les articles homonymes, voir Scarpa.
Tiziano Scarpa (né à Venise en 1963) est un écrivain italien, auteur de romans, de poèmes et de pièces de théâtre.

## Biographie
Tiziano Scarpa se fait connaître en 1996 avec son premier roman, Occhi sulla graticola, (L'Œil de vieux) et son recueil de nouvelles Amore® en 1998. Il écrit en même temps (en 1997) une comédie intitulée Popcorn, tournée par la RAI et qui a obtenu le Prix Italia, et des articles  sur la société contemporaine qu'il regroupera en 2000 sous le titre Che cos'è questo fracasso? (« Quel est donc ce vacarme ? »). Cette même année paraît son petit guide de Venise intitulé Venise est un poisson.
Il écrit pour le théâtre beaucoup de pièces, dont L'ultima casa est traduite en français (La dernière demeure). 
Il publie d'autres recueils de nouvelles : en 2003 Cosa voglio da te (« Ce que je veux de toi »); en 2004 le recueil de greguerías Corpo (« Le corps »); ainsi les romans Kamikaze d'Occidente en 2003; Le cose fondamentali (2010) ; Il brevetto del geco (2016) ; Il cipiglio del gufo (2018). 
Il a obtenu le prestigieux prix Strega pour son roman Stabat Mater, paru en 2009 chez Einaudi.
Les éditions Christian Bourgois publient de lui quelques ouvrages, traduits en français par Guillaume Chpaltine : Amore®, L'Œil des vieux, Venise est un poisson et Stabat Mater traduit par Dominique Vittoz. Ses œuvres les plus importantes (derniers romans, aphorismes, greguerIas, poèmes) sont encore inédites en français.

## Œuvre
- 1996 : Occhi sulla graticola, roman (trad. par Guillaume Chpaltine ; L’œil de vieux : Bref essai sur l'avant-dernière histoire d'amour vécue par la femme à laquelle je désirerais m'unir par un lien affectif durable, Christian Bourgois éditeur, 2000).
- 1998 : Amore®, contes (trad. par Guillaume Chpaltine ; Amore®, Christian Bourgois éditeur, 2000).
- 2000 : Che cos'è questo fracasso?, essais (« Quel est donc ce vacarme ? »).
- 2000 : Venezia è un pesce, guide littéraire (trad. par Guillaume Chpaltine ; Venise est un poisson, Christian Bourgois éditeur, 2000).
- 2001 : Nelle galassie oggi come oggi, poèmes, avec Aldo Nove et Raul Montanari («Dans les galaxies  au jour d'aujourd'hui »).
- 2003 : Kamikaze d'Occidente roman (« Kamikaze d'Occident »).
- 2004 : Corpo, greguerías (« Le corps »).
- 2005 : Groppi d'amore nella scuraglia, un poème (« Nœuds d'amour dans l'obscurité »).
- 2006 : Batticuore fuorilegge, essais, contes et poèmes (« Battement de cœur hors la loi »).
- 2007 : Amami, contes, avec Massimo Giacon (« Aime-moi »).
- 2008 : Discorso di una guida turistica di fronte al tramonto, poèmes (« Discours d'un guide touristique face au coucher du soleil »).
- 2009 : Stabat Mater, roman (trad. par Dominique Vittoz ; Stabat Mater, Christian Bourgois éditeur, 2011).
- 2010 : Le cose fondamentali, roman (« Les choses fondamentales »).
- 2010 : La vita, non il mondo, aphorismes (« La vie, pas le monde »).
- 2011 : L'ultima casa, pièce (trad. par Jean Nimis, La dernière demeure, Presses Universitaires du Mirail, 2014).
- 2012 : L'infinito, pièce (« L'infini »).
- 2013 : Laguna l'invidiosa, fable, avec Maria Gianola (« Lagune l'envieuse »).
- 2014 : Il mondo così com'è, roman graphic, avec Massimo Giacon] (« Le monde tel quel »).
- 2014 : Come ho preso lo scolo, essais (« Comme j'ai eu la chtouille »).
- 2016 : Il brevetto del geco, roman (« Le brevet du gecko »).
- 2018 : Il cipiglio del gufo, roman  (« Le hibou fronce les sourcils »).
- 2019 : Le nuvole e i soldi, poèmes (« Les nuages et l'argent »).
- 2019 : Una libellula di città, histoires en rimes (« Une libellule de la ville »).

## Prix
- 2009 : Prix Strega pour Stabat Mater
- 2015 : Prix XL pour Il mondo così com’è (avec Massimo Giacon)